# Lipar
Lipar (ćir.: Липар) je naselje u općini Kula u Zapadnobačkom okrugu u Vojvodini, naseljeno pretežno Srbima.

## Stanovništvo
U naselju Lipar živi 1.807 stanovnika, od toga 1.407 punoljetnih stanovnika, a prosječna starost stanovništva iznosi 39,8 godina (37,4 kod muškaraca i 42,2 kod žena). U naselju ima 585 domaćinstava, a prosječan broj članova po domaćinstvu je 3,09.
Prema popisu iz 1991. godine u naselju je živjelo 1.456 stanovnika.
| Etnički sastav 2002. |            |        |
| Narod                | Stanovnika | %      |
| Srbi                 | 1.644      | 90,97% |
| Mađari               | 45         | 2,49%  |
| Crnogorci            | 28         | 1,54%  |
| Rusini               | 14         | 0,77%  |
| Hrvati               | 11         | 0,60%  |
| Ukrajinci            | 11         | 0,60%  |
| Jugoslaveni          | 7          | 0,38%  |
| Nijemci              | 4          | 0,22%  |
| ostali               | 9          | 0,47%  |
| nepoznato            | 21         | 1,16%  |

| broj stanovnika | 1696  | 1565  | 1890  | 1609  | 1506  | 1456  | 1807  |
|                 | 1948. | 1953. | 1961. | 1971. | 1981. | 1991. | 2001. |

## Vanjske poveznice
- Lovačko društvo "FAZAN" Lipar  Arhivirana inačica izvorne stranice od 16. ožujka 2012. (Wayback Machine)
- Zavod za urbanizam Kula-Odžaci[neaktivna poveznica]
- Karte, udaljenosti, vremenska prognoza  Arhivirana inačica izvorne stranice od 18. siječnja 2009. (Wayback Machine)
- [neaktivna poveznica]